# Oresztész (keresztnév)
Az Oresztész görög eredetű férfinév, jelentése: hegylakó.

## Gyakorisága
Az 1990-es években szórványos név, a 2000-es években nem szerepel a 100 leggyakoribb férfinév között.

## Névnapok
- január 14.[2]
- november 9.[2]
- december 13.[2]

Parádi Péter Oresztész